# Тобіас Гейнц
Тобіас Гейнц (норв. Tobias Heintz, нар. 13 липня 1998) — норвезький футболіст, півзахисник клубу «Сарпсборг 08».

## Клубна кар'єра
Народився 13 липня 1998 року. Вихованець юнацької команди «Мосс». З 2013 року став виступати за клуб «Спринт-Єлей» у четвертому за рівнем дивізіоні Норвегії.
У серпні 2014 року перейшов у клуб вищого дивізіону «Сарпсборг 08», але до кінця року грав виключно за молодіжну команду. Перед початком сезону 2015 року був включений в першу команду, але того року за неї так і не зіграв жодного матчу. Дебютував на найвищому рівні 13 квітня 2016 року в матчі Кубка Норвегії проти нижчолігової команди «Ос», в якому відразу забив гол. А 17 липня дебютував у норвезькому вищому дивізіоні, вийшовши на заміну в грі проти «Ліллестрема». Станом на 11 грудня 2018 року відіграв за команду із Сарпсборга 48 матчів в національному чемпіонаті.

## Виступи за збірні
2015 року дебютував у складі юнацької збірної Норвегії, взяв участь у 14 іграх на юнацькому рівні, відзначившись одним забитим голом.

## Статистика виступів

### Статистика клубних виступів
| Сезон                    | Клуб                     | Чемпіонат                | Чемпіонат | Чемпіонат | Національний кубок | Національний кубок | Національний кубок | Континентальні кубки | Континентальні кубки | Континентальні кубки | Суперкубки | Суперкубки | Суперкубки | Усього | Усього |
| Сезон                    | Клуб                     | Ліга                     | Ігор      | Голів     | Ліга               | Ігор               | Голів              | Ліга                 | Ігор                 | Голів                | Ліга       | Ігор       | Голів      | Ігор   | Голів  |
| ------------------------ | ------------------------ | ------------------------ | --------- | --------- | ------------------ | ------------------ | ------------------ | -------------------- | -------------------- | -------------------- | ---------- | ---------- | ---------- | ------ | ------ |
| 2013                     | «Спринт-Єлей»            | 3Д (IV)                  | ?         | ?         | КН                 | ?                  | ?                  | -                    | -                    | -                    | -          | -          | -          | ?      | ?      |
| 2014                     | «Спринт-Єлей»            | 3Д (IV)                  | ?         | ?         | КН                 | ?                  | ?                  | -                    | -                    | -                    | -          | -          | -          | ?      | ?      |
| Усього за «Спринт-Єлей»  | Усього за «Спринт-Єлей»  | Усього за «Спринт-Єлей»  | ?         | ?         |                    | ?                  | ?                  |                      | -                    | -                    |            | -          | -          | ?      | ?      |
| 2015                     | «Сарпсборг 08»           | EС                       | 0         | 0         | КН                 | 0                  | 0                  | -                    | -                    | -                    | -          | -          | -          | 0      | 0      |
| 2016                     | «Сарпсборг 08»           | EС                       | 3         | 1         | КН                 | 2                  | 1                  | -                    | -                    | -                    | -          | -          | -          | 5      | 2      |
| 2017                     | «Сарпсборг 08»           | EС                       | 22        | 3         | КН                 | 7                  | 2                  | -                    | -                    | -                    | -          | -          | -          | 29     | 5      |
| 2018                     | «Сарпсборг 08»           | EС                       | 12        | 0         | КН                 | 3                  | 3                  | ЛЄ                   | 7                    | 2                    | -          | -          | -          | 22     | 5      |
| Усього за «Сарпсборг 08» | Усього за «Сарпсборг 08» | Усього за «Сарпсборг 08» | 37        | 4         |                    | 12                 | 6                  |                      | 7                    | 2                    |            | -          | -          | 56     | 12     |
| Усього за кар'єру        | Усього за кар'єру        | Усього за кар'єру        | 37+       | 4+        |                    | 12+                | 6+                 |                      | 7                    | 2                    |            | -          | -          | 56+    | 12+    |